# Ярослав Розумний
Яросла́в Розу́мний (англ. Jaroslav Rozumnyj; 6 вересня 1925, с. Вичілки, нині с. Гончарівка Монастириської громади Тернопільської області — 8 грудня 2013, Вінніпег) — український мовознавець і літературознавець, доктор філософії з 1968, доктор славістики (1968), дійсний член НТШ з 1987, почесний професор Національного університету «Києво-Могилянська академія» з 1996. Член Об'єднання українських письменників «Слово».

## Життєпис
Навчався 1939—1944 роках у гімназії в м. Станиславів (нині Івано-Франківськ), 1946 — в Українській католицькій семінарії (м. Гіршберг у Баварії, Німеччина), Вищій філософсько-теологічній школі (м. Ділінген, Німеччина); у 1950 році закінчив Українську католицьку семінарію (м. Кюлемборг, Нідерланди).
Від 1951 року живе в Канаді, де вивчав славістику в Оттавському університеті.
Викладав українську та російську мову і літературу в університетах Канади і США: Лаврентійському (м. Садбері, 1960—1963), Західномічиганському (м. Каламазу, 1963—1964), Манітобському (м. Вінніпег, 1964—1995).
Читав курси лекцій в Оттавському (1972), Українському католицькому (Рим, 1987), ім. Маккворі (Сідней, Австралія, 1990), Українському вільному (Мюнхен, Німеччина, 1993—1996) університетах. 1995—1996 — декан філософського факультету УВУ.
1969, 1970, 1974 побував на Тернопільщині, зокрема в родинному селі.
У 1976—1990 — завідувач факультету славістики Манітобського університету; 1995—1996 — декан філософського факультету Українського вільного університетту. 1978—1991 — президент УВАН у Канаді.
Від 1992 — представник Національного університету «Києво-Могилянська Академія» в Канаді, член Міжнародної дорадчої ради цього ВНЗ.
Від 1999 — голова Інституту-заповідника Маркіяна Шашкевича (м. Вінніпег). Президент Осередку української культури й освіти. 1989—1992 — співзасновник і голова Канадського товариства прихильників НРУ у Вінніпезі.
У 1998, 2000 роках ім'я Розумного введено до міжнародного реєстру «Хто є хто у світі».

## Наукова діяльність. Творчий доробок
Автор праць про «Лексикон славено-росскій Памва Беринди (1627)» ["Етимологія власних імен у «Лексиконі» Памва Беринди", 1976, англ. мовою; «Походження Памва Беринди», 1976; «Острозька Біблія та інші джерела „Лексикону“ Памва Беринди (1627)», 1989, англ. мовою], розвідок з методики викладання укр. мови («Про підручники української мови», 1978) та рецензій на окремі підручники.
Досліджував стилі української полемічної літератури, творчість Тараса Шевченка, Маркіяна Шашкевича, Лесі Українки, сучасних українських поетів, письменство українського зарубіжжя (зокрема Нью-Йоркської Групи) та ін.
Редактор і співредактор наукового збірника і канадського тому 7-том. Енциклопедії Української Діаспори, член її Головної редакційної ради.
Окремі видання:
- Розумний Я. Героїка та антигероїка: Тема війни в поезії шістдесятників і Нью-Йоркської групи //Сучасність. — 1986. — № 11. — С. 45-51.
- Розумний Я. Проблеми людських взаємин у «Камінному господарі» Лесі Українки // Слово. Збірник 5. — Едмонтон: ОУП «Слово», 1973. — С. 205—210.
- Розумний Я. Улас Самчук (1905—1987) // Сучасність. — 1987. — Ч. 12. — С. 30-34.
- Розумний Я. «Українська література видається цікавішою…» // Тарнашинська Л. Закон піраміди: Діалоги про літературу та соціокультурний клімат довкола неї. — К.: Унів. вид-во «Пульсари»,2001. — С. 164—168.